# Torquigener flavimaculosus
Torquigener flavimaculosus es una especie de peces de la familia Tetraodontidae en el orden de los Tetraodontiformes.

## Morfología
Los machos pueden llegar alcanzar los 13 cm de longitud total.

## Hábitat
Es un pez de mar de clima tropical y asociado a los  arrecifes de coral que vive entre 3-57 m de profundidad.

## Distribución geográfica
Se encuentra al norte del Mar Rojo (desde donde ha emigrado al Mediterráneo a través del Canal de Suez) Kenia, el Golfo Pérsico y las islas Seychelles.

## Observaciones
Es inofensivo para los humanos.